# Бужур-Юрт
Бужур-Юрт (баш. Божорйорт) — упразднённый хутор в Арметовском сельсовете Макаровском районе БАССР Башкирской АССР (сейчас — Ишимбайский район, Башкортостан). Упразднен в 1950 году.
Находится в труднодоступной местности, в горной тайге, в междуречье Ряузяк и Малый Ряузяк, у горы Бужур.
Дж. Г.Киекбаев пишет, что только в горно-лесных районах Башкирии именования полян и долин содержат термин юрт и приводит примеры таких топонимов: Имян-Юрт, Сатра-Юрт, Ҡарын-Юрт, Утар-Юрт, Бужур-Юрт, Сау-ка-Юрт — в Кугарчинском, Буздякском, Макаровском районах и Туба-Юрт, Какри-Юрт, Саука-Юрт, Каин-Юрт, Арка-Юрт — в Гафурийском районе.
Дж. Г.Киекбаев считает их (в том числе и Бужур-Юрт) местами убежища башкир во время набегов и нашествий, стоянками горных башкирских племен.